# Jurij Čeban
Jurij Čeban (ukrajinsky Юрій Чебан; * 5. července 1986, Oděsa, Ukrajinská sovětská socialistická republika) je bývalý ukrajinský rychlostní kanoista. Na Letních olympijských hrách 2008 v Pekingu získal bronzovou medaili v C1 na 500 metrů. O čtyři roky později na olympiádě v Londýně zvítězil v C1 na 200 metrů. Je i dvojnásobným mistrem světa.